# Villa Devoto
Villa Devoto cuenta legalmente como uno de los 48 barrios de la Ciudad Autónoma de Buenos Aires. Se caracteriza por ser un barrio urbano residencial, cuyo inicio se debe al Banco Inmobiliario que comprara las tierras para establecer un nuevo pueblo, a instancias de su presidente don Antonio Devoto, en cuyo homenaje le debe su nombre. Es considerado "El jardín de la ciudad", ya que cuenta con más árboles que cualquier otro barrio porteño[cita requerida]. Hay menos tránsito vehicular en relación con otras zonas de la Capital Federal[cita requerida]. Sus casas son grandes, quintas y caserones con jardines amplios, no habiendo demasiados edificios. Se suele considerar un barrio con un alto sentido de pertenencia debido a su relativo aislamiento del resto de la ciudad. 
El barrio posee el punto geográfico más elevado de la ciudad, ubicado en la intersección de las avenidas Francisco Beiró y Chivilcoy. La creencia popular dice que este cruce se encuentra a la misma altura que la cúpula del Congreso de la Nación, sin embargo, esto resulta ser falso ya que se encuentra a una altitud de 26,71 metros sobre el nivel del mar, muy por debajo de los 80 metros de altura que alcanza la cúpula del edificio gubernamental.
Actualmente parte de Villa Devoto tiene una Ley de aprobación inicial S/Nº /GCABA/13 que propone una rezonificación de ciertas áreas, principalmente la que contiene el casco histórico del barrio. Con la obligación de proteger sus casas antiguas, el entorno natural, la forestación y el adoquinado, entre otras bondades.

## Ubicación geográfica
El barrio de Villa Devoto está comprendido por la Avenida General Paz, calle Campana, calle Gutenberg, avenida San Martín, Av. Francisco Beiró, Calle Joaquín V. González, calle Baigorria y la avenida Lope de Vega. Limita con los barrios de Villa Pueyrredón al norte, Agronomía y Villa del Parque al este, Monte Castro y Villa Real al sur, y con los partidos de Tres de Febrero y General San Martín al oeste.

## Toponimia

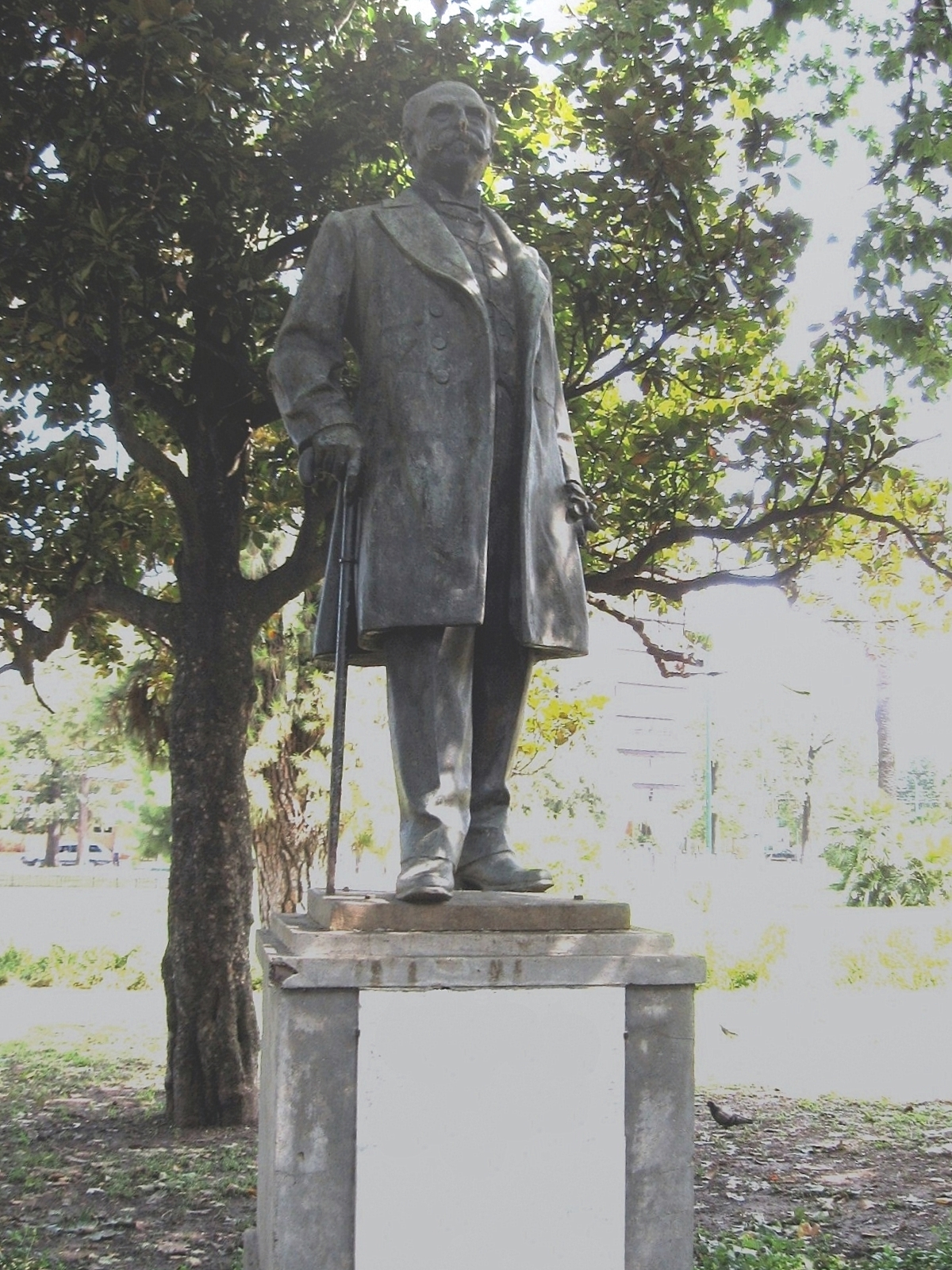
Estatua de Antonio Devoto, en la Plaza Arenales.

Su nombre le fue dado en homenaje a don Antonio Devoto, quien fue dueño de estas tierras, poseedor de una de las fortunas más grandes del país y de Sudamérica. Alternó con la más alta élite porteña de la época y ayudó tanto a su país de origen, Italia, durante la Primera Guerra Mundial que consiguió el título de Conde, otorgado por el Rey.

## Historia

### Orígenes
Hacia fines de 1615, el entonces gobernador del Río de La Plata don Hernando Arias de Saavedra le concedió varios cientos de hectáreas a don Cristóbal de Luque y Cobos en lo que hoy es el centro de Devoto, además del norte de Agronomía, Villa Pueyrredón y el oeste de Villa Urquiza.
Alrededor del 1700, un grupo de jesuitas se establecieron al este del barrio, en la esquina de Helguera y Navarro. En 1767 los residentes fueron expulsados de sus tierras y el edificio quedó abandonado. Aún estaba en pie a mediados del siglo XIX.
En 1734, estas tierras quedaron en propiedad de don José Blas de Gainza, por lo que se denominaron "de Gainza y Lynch". Sus herederos las mantuvieron hasta 1852, año en el cual las vendieron a don Santiago Altube, un granjero vasco que había inmigrado a la Argentina con su familia en 1846 huyendo de las Guerras Carlistas. La familia Altube fundó en 1856 un establecimiento agrícola-ganadero en lo que hoy es el centro del barrio y sus herederos residieron allí hasta 1882. También explotaron un tambo de la zona llamado Lechuza.
A partir del 25 de febrero de 1864 las tierras se integraron al partido vecino de General San Martín (zona norte del GBA), al igual que Villa Pueyrredón, Villa Real y Villa Talar. Su primer intendente fue Félix Ballester, y su hijo Pedro Ballester se mudó al casco de Villa Devoto luego de casarse en 1894.
En febrero de 1888 y fruto de la federalización de la ciudad de Buenos Aires, San Martín debió resignar a la Capital Federal sus tierras al norte de lo que años más tarde sería la traza de la Avenida General Paz. Los terrenos de Devoto y alrededores quedaron desde entonces dentro de la capital. El 25 de marzo del mismo año, el Ferrocarril al Pacífico pasaba por primera vez a través del recién incorporado barrio, en el que vivían apenas unas decenas de personas. El 6 de abril pasó el primer tranvía a caballo sobre las vías de lo que hoy es la Estación Antonio Devoto. En ese entonces había varias decenas de habitantes y una sola calle (el Camino de Gainza, hoy Avenida Beiró). El 13 de noviembre se inauguró la Estación Devoto, hecho que favoreció aún más al crecimiento del pueblo.

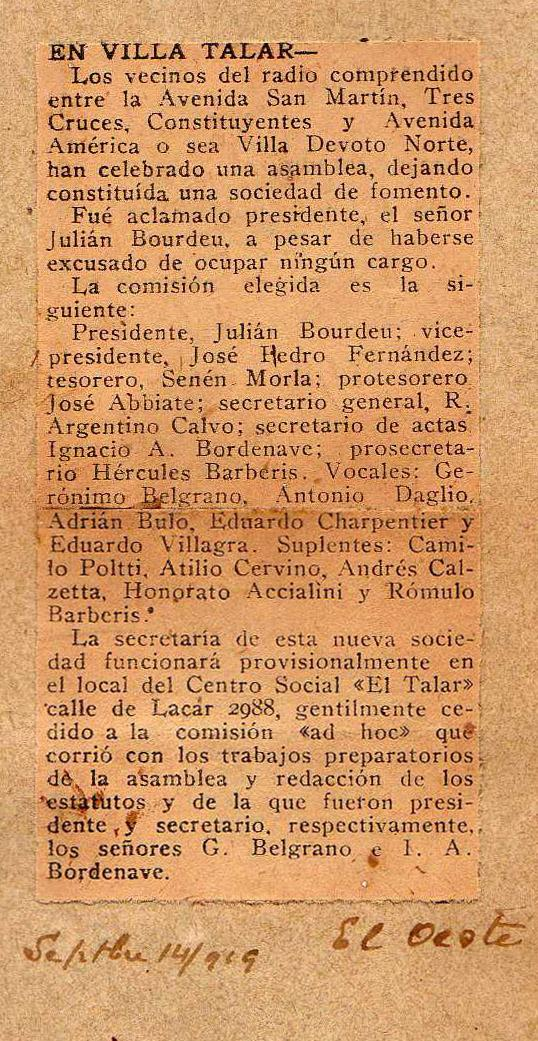
Nota de "El Oeste" del 14/9/1919 sobre la creación de la Asociación de Fomento de Villa Talar.

 El 14 de febrero de 1889, el Banco Inmobiliario (presidido por don Antonio Devoto) concretó la adquisición de aquellas tierras abandonadas por la familia Altube (más de 4 millones de metros cuadrados) por 2 millones de pesos moneda, aunque los viejos propietarios conservaron 42 hectáreas. En abril del mismo año, se presentó ante la Municipalidad un ambicioso proyecto para formar un nuevo pueblo en la zona junto con los planos de los ingenieros Carlos Buschiazzo y José Poggi. Este primer boceto del barrio proyectaba una serie de bulevares y diagonales distribuidos alrededor de la Plaza Arenales (entonces llamada Santa Rosa), y tenía la particularidad de que los nombres planeados para las calles eran de ciudades: las que corrieran de norte a sur tendrían nombres de urbes europeas, y las de este a oeste tendrían nombres americanos. Por último, el Banco ofrecía ceder 1.679.823 m² de las tierras a la Municipalidad para la construcción de calles, avenidas y plazas. También se prometió erigir una escuela, una iglesia, un mercado y un juzgado.
La propuesta fue aprobada por el intendente Guillermo Cranwell el 13 de abril del mismo año (considerada fecha de fundación) y entonces se dio inicio a la venta de lotes, el trazado de calles y el sembrado de árboles. Antes de que se pudiera masificar la edificación, la crisis de 1890 significó un duro revés para la prosperidad del barrio, forzando a detener las obras en curso (entre ellas la de la primera escuela y la primera iglesia). Este suceso afectó incluso al Banco Inmobiliario, que tuvo que devolver gran parte de las tierras a la familia Altube en 1892.

### Década de 1890
Para 1895, la crisis nacional ya se había disipado y la familia Altube vendió muchos de los terrenos que había recuperado tres años atrás. El barrio había retomado ya la senda de la prosperidad; ya había más de 60 edificios construidos y más de 200 habitantes. El 14 de marzo se fundó el primer establecimiento social de la zona: el SITAS, club de inmigrantes italianos enfocado en el tiro deportivo. El 20 de septiembre se inauguró el edificio original del club con una enorme celebración en la cual estuvieron presentes el presidente de la Nación Marcelo T. de Alvear, algunos de sus ministros y todos los hermanos Devoto. Este club fue fundamental para el crecimiento social del barrio en sus inicios, y en su sede se celebraron anualmente torneos de tiro (siendo el primero el 20 de septiembre de 1896). Ante un posible conflicto bélico con Chile, varias guarniciones del Ejército Argentino concurrían con frecuencia allí para practicar puntería.
El 4 de abril de ese mismo año, la Escuela "Delfín Gallo" fue inaugurada, siendo el primer establecimiento educativo en la zona. En el primer ciclo lectivo se anotaron más de 70 alumnos, siendo la directora doña María Isabel Aveleyra y la maestra de primer grado la señorita Susana Filgueira. 
El 10 de marzo de 1896 se fundó la Sociedad de Fomento Villa Devoto con Delmidio Latorre como primer presidente. Sus objetivos responden a la precariedad del equipamiento urbano en materia de pavimentos, medios de transporte y establecimientos educativos y sanitarios, y constituyen una herramienta del vecindario para obtener una rápida respuesta de las autoridades sean éstas municipales o nacionales. Desde esta entidad se impulsa la radicación de servicios de policía, salud, correo, línea de tranvías, registro civil, etc. Los pedidos que se efectúan, por lo general obtienen respuestas favorables. En sucesivas presentaciones consiguen la instalación de una estafeta postal, la ampliación de 4 a 8 agentes en la dotación policial, la apertura del paso a nivel de la Avenida de la Capital (hoy Chivilcoy) con las vías del Ferrocarril Pacífico, la instalación de faroles para iluminación de las calles, plantación de árboles, etc.
En el mismo 1896 se estableció el primer destacamento policial en el barrio: el destacamento de la Comisaría 30.ª, ubicado en Pedro Morán y Joaquín V. González.

### SigloXX

#### Efemérides del barrio

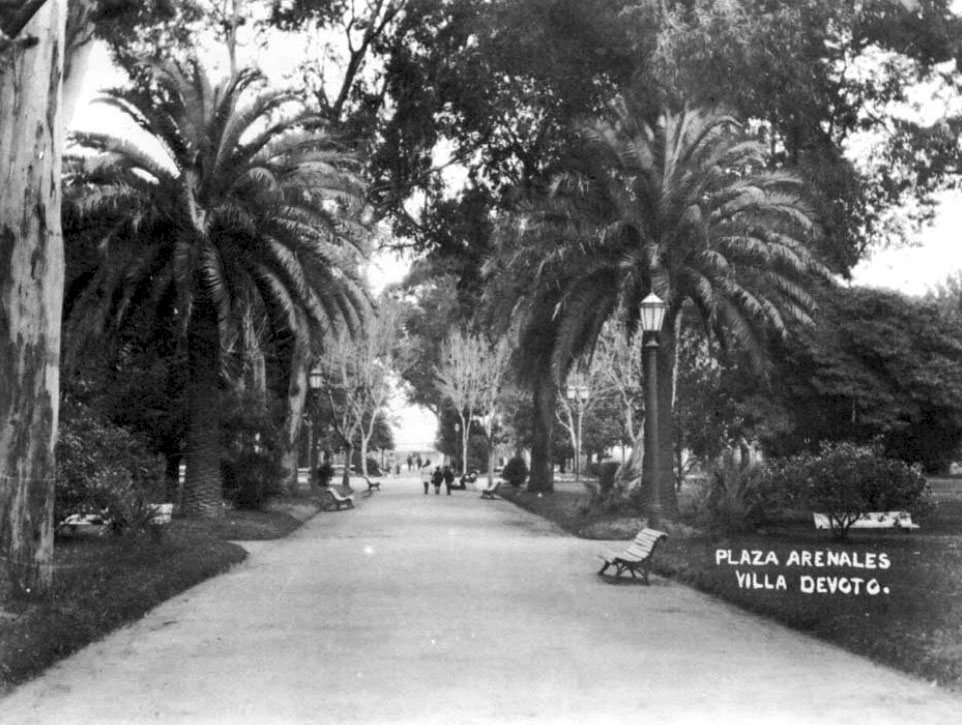
Plaza Arenales en 1900

En 1904 algunas calles cambian de nombre y la plaza Santa Rosa pasa a llamarse Arenales. Ciertos caminos se encontraban pavimentados, otros ya tenían faroles de kerosén instalados. 
En agosto de 1905 y tras ocho años de espera, el servicio de salud llegó al barrio tras el establecimiento de una estación sanitaria en Pareja 3322 con el doctor Eduardo Peña como director. Inicialmente funcionó como un consultorio médico para los vecinos de Devoto y otros barrios aledaños. Durante los siguientes siete años esta pequeña clínica (aún sin farmacia propia ni camas de cuidado) se trasladó a distintas casas arrendadas por la Municipalidad, hasta asentarse definitivamente en una vieja quinta en Nueva York y Bahía Blanca. Recibió entonces la denominación de "Hospital Vecinal" y la casona fue progresivamente adaptada para serlo.
El 4 de agosto de 1906 el Kimberley Atlético Club fue fundado en Joaquín V. González 3238 por los hermanos Pianaroli, que ya habían fundado el Club Atlético Platense un año antes. Hoy en día, Kimberley es uno de los mejores clubes de fútbol sala del país.
Desde 1908 se abandonó el uso de caballos en el Tramway Rural para dar a lugar al nuevo tranvía eléctrico. La línea 86 ya electrificada comenzó a pasar a partir de 1910 y paraba en cuatro puntos: San Martín, Antonio Devoto, Chivilcoy y América.
En 1914 se fundó hacia el norte del barrio la "Sociedad de Fomento de Villa Devoto Norte", para responder a las necesidades e intereses de los vecinos radicados al noroeste de la Av. San Martín (zona entonces considerada dentro del barrio). La mayoría de ellos eran inmigrantes llegados a comienzos del siglo XX (españoles, italianos, sirio-libaneses, polacos y rusos). 
El 1 de junio de 1921 se fundó la "Asociación de Fomento Villa Devoto Oeste" sobre la calle Bermúdez. Significó el primer paso hacia la población de la parte oeste del barrio, caracterizada hoy por la Cárcel inaugurada en 1927.

Basílica de San Antonio de Padua

En octubre de 1929 se celebra la primera misa de la Basílica San Antonio de Padua luego de casi cuatro décadas de lentos avances en la construcción del edificio. Posteriormente algunas otras iglesias menores fueron construidas en el barrio.
A inicios de los 30' comenzaron nuevas obras para llenar la zona de viviendas, trazar más calles, adoquinar las existentes, y colocar un alumbrado público moderno que reemplazara al viejo kerosén. Fue en esta década cuando el barrio tomó la forma que tiene en el presente.
En 1931 el Club Atlético Estudiantes de Buenos Aires mudó su sede social a Desaguadero y José Pedro Varela, terrenos que aún posee y en donde funciona un gimnasio.
En 1933 el Hospital Zubizarreta (ex Vecinal) entra en operaciones tras terminarse de construir y refaccionar su sede actual. Atendió a 44.945 pacientes en su primer año de servicio.
El 24 de mayo de 1938 se inauguró la Biblioteca Antonio Devoto en frente de la Plaza Arenales, la cual habría sido proyectada por su homónimo.
El 11 de mayo de 1950 se fundó el Club Atlético General Lamadrid en la zona oeste del barrio (en ese entonces escasamente habitada), el cual con los años pasó a ser un símbolo más del barrio por la característica particular de tener su estadio en frente de la cárcel.

#### El Palacio Devoto
En 1913 Antonio Devoto adquiere una manzana para levantar en ella un verdadero palacio, posiblemente impulsado por su segunda esposa, doña Elina Pombo. Conocido como el Palacio Devoto, la imponente construcción nunca fue terminada y ni Don Antonio ni su esposa Elina habitaron en él. Muchas leyendas se tejieron en torno al objetivo de construir el monumental palacio con supuestas aspiraciones reales. Lo cierto es que Don Antonio fallece en 1916 y su esposa en 1923 sin que aún estuviera terminado. 
Construido sobre la Avenida Nacional (Salvador M. del Carril) y ocupaba una superficie de 10.238 m², el proyecto le correspondió al arquitecto Juan Antonio Buschiazzo. La orfebrería del palacio era de bronce y plata, la pintura de los techos descansaba sobre fondos de oro, los hierros eran forjados en Italia y los mosaicos fiorentinos nunca llegaron a colocarse y descansaban en cajas sin desembalar en el subsuelo del palacio en el momento del fallecimiento de Elina, quien al no tener hijos deja la fortuna heredada de Antonio, a su hermano y hermanas quienes al no saber qué fin darle a este elefante blanco deciden venderlo. El comprador, quien pensaba establecer una clínica, ve su sueño frustrado y al intentar vender el edificio crea la leyenda que este había sido construido para alojar al Rey de Italia. A inicios de la década del 1940 el majestuoso palacio Devoto es demolido, rematados sus interiores y su terreno subdividido en lotes. 
Mejor suerte corrió la casa de fin de semana de Don Antonio Devoto, que ocupa la manzana comprendida entre la Av. Salvador María Del Carril, Gualeguaychú, Nueva York y Mercedes, donde actualmente funciona una escuela que lleva su nombre.

#### Lugares destacables
Entre las tantas residencias destacables de la época hay una cuyo exterior aún se conserva y es la "Casa de la Villa", de estilo itálico, donde vivió el inglés W. Huxable, con su familia. Tiene preciosos jardines muy bien diseñados, con enrejado de la época y una perfecta iluminación nocturna. Actualmente es usado como salón de fiestas (calle Gualeguaychú 4400).
Todavía se conserva parte de lo que fuera la quinta del inglés John O. Hall, famoso por su invernadero de orquídeas, las mejores a nivel internacional. Este inglés se dedicó a la importación y comercio de té y de whisky al por mayor con un gran éxito comercial. Enamorado de la zona se afincó en el lugar. Muy solitario, no formó familia (pues aseguraba que el casamiento sería una traba para el cuidado de sus orquídeas). Era anglicano que se convirtió al catolicismo, siendo un ferviente creyente al punto que habilitó una capilla que fue el primer sitio de oración pública frente a su casa de Habana y Bahía Blanca. 
Su villa fue frecuentada por ilustres personalidades como el general Julio Argentino Roca, el Príncipe de Gales, el doctor Marcelo Torcuato de Alvear. Murió en 1936 donando su fortuna al personal de servicio y su residencia a la Universidad de Buenos Aires para fundar allí la Escuela de Botánica. Fue sin duda un gran benefactor, y hoy funciona en el lugar la Escuela de Floricultura y Jardinería la que dicta cursos al público interesado según el legado del señor John O. Hall y que lleva su nombre. 
Como fue uno de los barrios predilectos de la colectividad británica, un grupo de mujeres inglesas y norteamericanas fundaron el Garden Club que logró su personería jurídica en 1978. Estos grupos se reprodujeron a lo largo de todo el país y hoy el Buenos Aires Garden Club está afiliado a asociaciones similares de Estados Unidos, América Latina e Inglaterra.

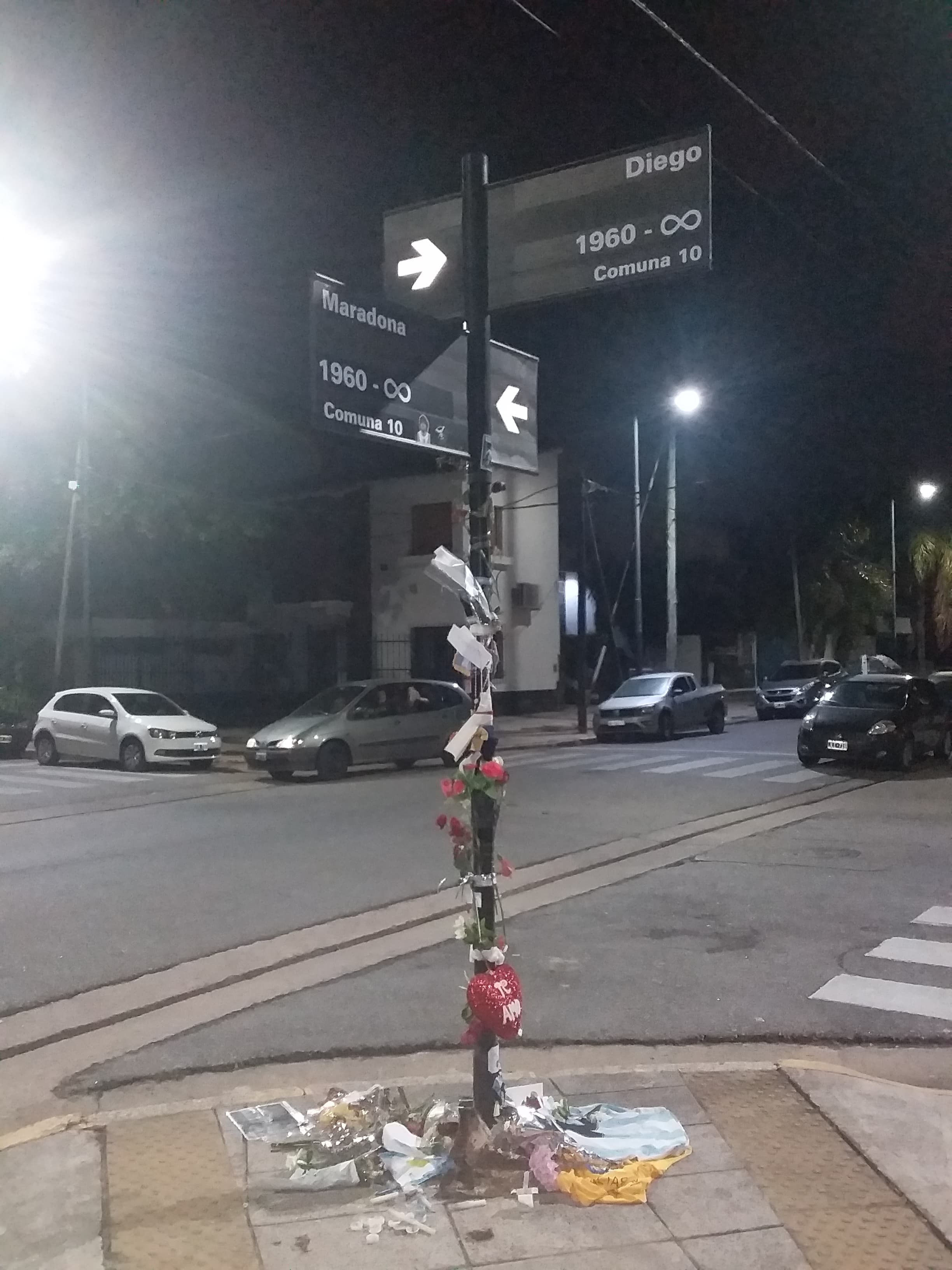
Poste de las calles Segurola y Habana (frente a la casa de Maradona) intervenido con el nombre "Diego Maradona" luego de su muerte. Hoy es un sitio de peregrinación.

En Segurola y Habana 4310 se encuentra la esquina Diego Armando Maradona, lugar donde vivió el futbolista. Hoy es un punto de peregrinación para los seguidores del astro. 

### Actualidad
Desde hace décadas, los vecinos del barrio reclaman por la demolición de la Cárcel de Devoto, pero esta no ha detenido sus operaciones desde 1927.
En 2020, la Escuela Primaria N.º 15 D.E. 17 "Antonio Devoto" se convirtió en la primera escuela y el primer edificio público del país en inyectar a la red el excedente de energía solar generado por sus paneles, cumpliendo con la Ley de Generación Distribuida (N.º 27.424)

### Personalidades nacidas en el barrio
El poeta Olegario Andrade fue propietario de una quinta en la calle Asunción al 4000.
Villa Devoto es uno de los barrios mejor conservados de la ciudad de Buenos Aires. Su aspecto verde y residencial hacen de él uno de lugares más exclusivos y con mejor calidad de vida de la ciudad.

## Transporte público

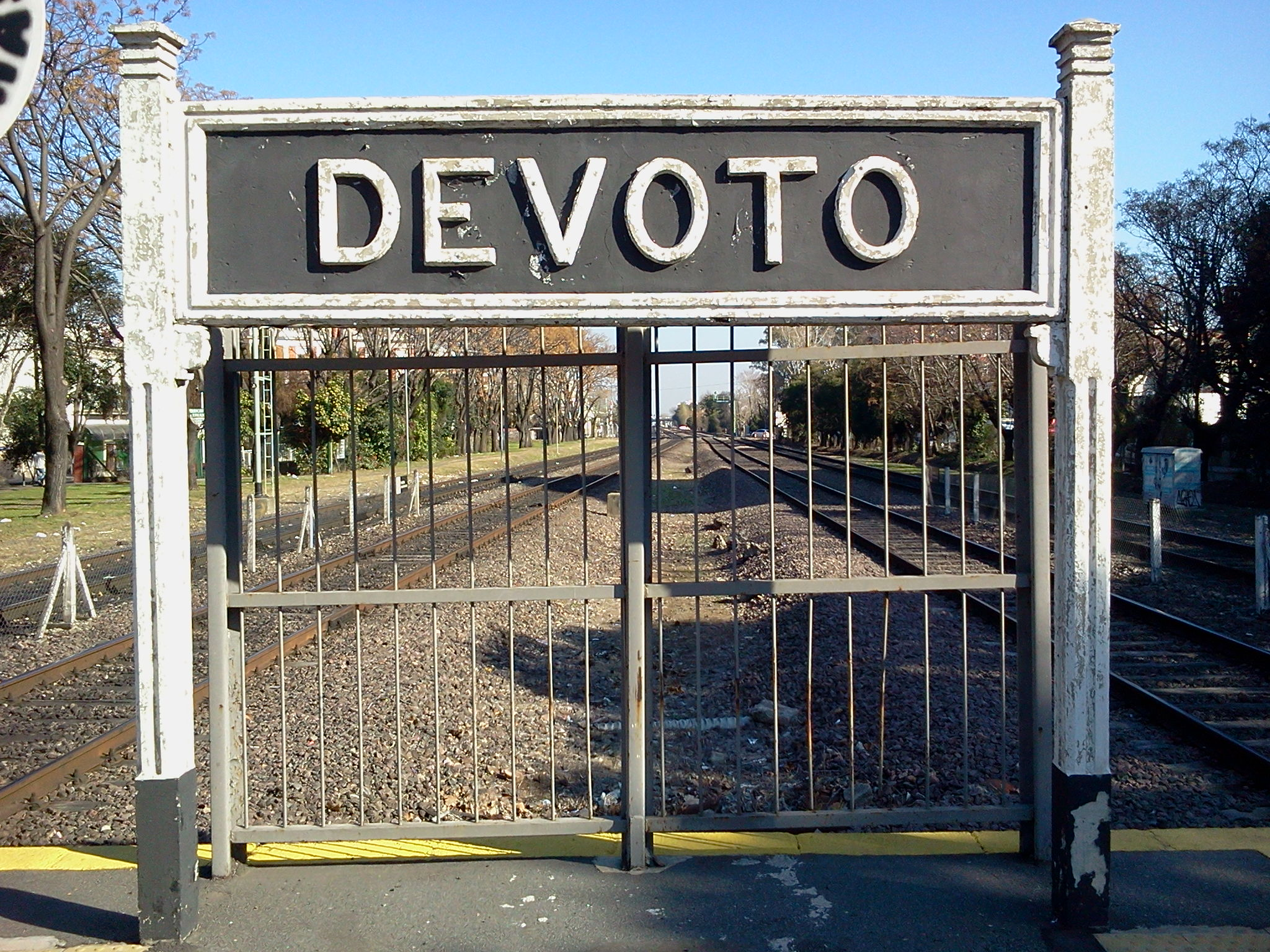
Estación Devoto del tren San Martín

Villa Devoto posee una buena conexión con el sistema de transporte público del área metropolitana, destacándose de muchos de los otros barrios por su múltiple conectividad ferroviaria. Es atravesado por 3 líneas de ferrocarril, 26 líneas de colectivos. 

### Trenes
- Línea Mitre (Ramal Súarez)

Recorre parte del límite norte del barrio, aunque no posee estación dentro de los límites del mismo, siendo la Estación Miguelete (ubicada del otro lado del límite de la Avenida General Paz) la más cercana.
- Línea San Martín
  -  Devoto

- Línea Urquiza
  -  Antonio Devoto
  -  El Libertador

### Líneas de colectivos
21 25 28
47
53
78
80
85
87
90
105
107 108
109
110
114
117
123
124
134
135
146
161
169
176
181

#### Metrobús
En Villa Devoto corre parte del corredor de Metrobús de Avenida San Martín. En su paso por el barrio corren 5 líneas de colectivos (78, 87, 105, 123, 176), aunque a lo largo de todo su recorrido hasta la Avenida Juan B. Justo es utilizado por un total de 11 líneas. Las paradas que posee en Villa Devoto son:
- Solano López
- José Cubas
- Mosconi
- Ladines

## Establecimientos

### Establecimientos culturales

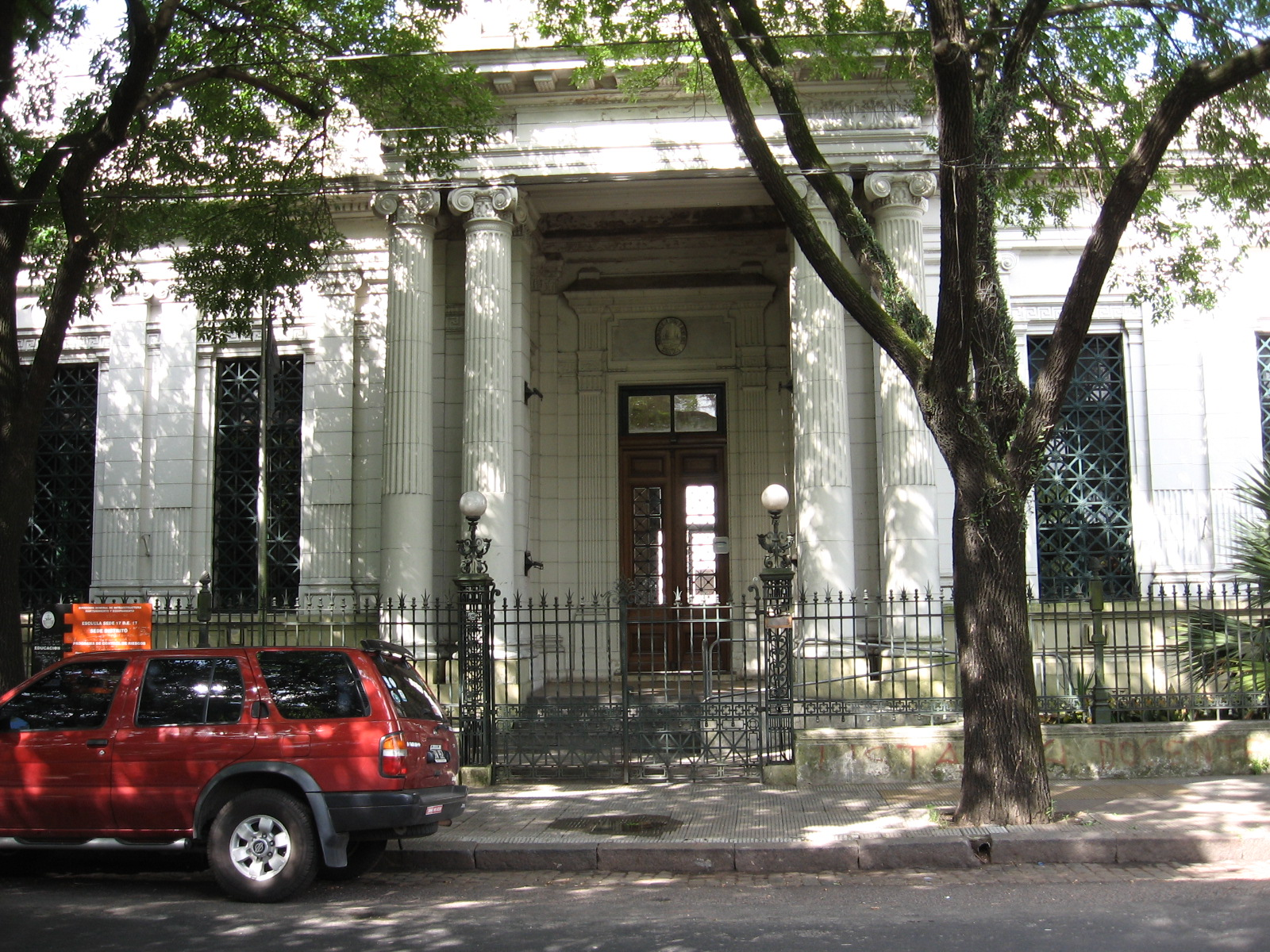
Biblioteca Antonio Devoto

- Biblioteca Antonio Devoto, situada en Bahía Blanca 4025
- Centro Cultural Devoto, situado en Nueva York 4169

### Establecimientos eclesiásticos
- Seminario Metropolitano de Buenos Aires, más conocido como Seminario de Villa Devoto, ubicado en José Cubas 3543. En él se formaron sucesivas generaciones de presbíteros y obispos de la Argentina.
- Facultad de Teología Inmaculada Concepción de la Universidad Católica Argentina, que brinda todos los títulos universitarios de la ciencia teológica.
- Basílica San Antonio de Padua,  Av. Lincoln 3751
- Parroquias
  - Inmaculada Concepción,  José Cubas 3599
  - Jesús de la Buena Esperanza,  José León Cabezón 3350
  - San Juan Bautista,  Nueva York 4717
  - Soledad de María Santísima,  Av. Gral. Mosconi 4119

### Establecimientos deportivos
En el plano deportivo hay que destacar al Club Atlético General Lamadrid, que actualmente participa en la Primera C (cuarta división) del fútbol argentino. Dicho club, a fines de los '90 jugó en la Primera B Metropolitana (tercera división), el estadio donde Lamadrid hace de local es el Estadio Enrique Sexto ubicado frente a la Complejo Penitenciario de Villa Devoto. También tiene su sede social en el barrio el Club Atlético Estudiantes, actualmente en Primera B nacional, aunque su estadio se encuentra en Caseros, partido de Tres de Febrero.
El futsal (fútbol de salón) está ampliamente representado por clubes del barrio. Kimberley participa en la Primera División del Campeonato de Futsal AFA, General Lamadrid en la Segunda División y El Talar en la Tercera División del Futsal AFA.
También en pertenece al barrio el club Social Cultural y Deportivo Biblioteca Pedro Lozano, que se encuentra en la intersección entre las calles Pedro Lozano y Gualeguaychu.
En Lamadrid se practican otros deportes como el baby fútbol, fútbol femenino, balonmano, voleibol, boxeo y patín.

### Establecimientos educativos
- Colegio Episcopal de Buenos Aires, situado en José Cubas 3675
- Colegio Presencia de Villa Devoto, situado en Gualeguaychú 3152
- Cardenal Copello, situado en Nueva York 3433
- Instituto Nuestra Señora de la Misericordia, situado en Asunción 3780.
- Instituto San Rafael, situado en Simbrón 5275.
- Hogar San Rafael, situado en Pedro Calderón de la Barca 3056.
- Academia Cultural Inglesa Devoto, situado en Av. Lincoln 4299.
- Villa Devoto School, situado en Pedro Morán 4441.
- Del Mirador, situado en Fernández de Enciso 3565.
- Luis Pasteur, situado en Navarro 4344.
- Antonio Devoto, situado en Gualeguaychú 3909.
- Instituto San José, situado en Av. San Martín 6832.
- Antonio Devoto (Secundaria)  situado en Mercedes 4002.
- Antonio Devoto (Primaria)  situado en Av. Salvador María Del Carril 4180.
- Colegio FASTA San Vicente de Paúl, situado en Gabriela Mistral 3757
- Instituto Mater Dolorosa, situado en Mercedes 4734
- Instituto Nuestra Señora de Gracia y Buen Remedio, situado en Vallejos 4746
- Colegio Abel Ayerza -primario-, situado en Avenida Salvador María del Carril 3650
- Colegio Reverendo Padre Agustín Nores -primario-, situado en Ramón Lista 5256.
- Colegio Delfín Gallo -primario-, situado en Fernández de Enciso y San Nicolás.
- Escuela de comercio N.º 11 Dr. José Peralta -secundario- situado en la calle Pedro Lozano 4250.
- Escuela Pedro Medrano -primario-, situado en Nueva York 4713.
- Escuela Ricardo Rojas -primario-, situado en Gabriela Mistral 3376.
- Escuela Crea -primario-, situado en Solano López y San Martín.
- Escuela Máximo de Zamudio -primario-, situado en José Cubas 4440.
- Escuela de Floricultura y Jardinería John O. Hall José Cubas 3888, esquina Bahía Blanca. Cursos de Extensión y Carreras Técnicas Universitarias de la Facultad de Agronomía-UBA
- Escuela Común N°6 Estado de Israel Situado en Pedro Calderón de la Barca 3073

### Medios
El primer diario del barrio se llamó "Noticias Devotenses" y fue fundado por Lorenzo Blanco y Jorge L. Figueroa el 5 de noviembre de 1932 con sede en Pedro Morán 4051. Tenía el objetivo de dar a conocer el crecimiento y la cultura del barrio y se repartía todos los sábados por correo por una suscripción mensual de $1. El semanario aún estaba activo en 1948.
Devoto Magazine es el periódico que se edita desde hace mayor cantidad de años en la zona, publicado desde octubre de 1991. 
Se trata de un tabloide con una tirada superior a los 7000 ejemplares mensuales y unas 64 páginas impresas a todo color.
Ha sido premiado en tres oportunidades por la Secretaría de Comunicación del GCBA y por la Comisión de Comunicación de la Legislatura porteña.
Su página web, Devoto Magazine también ha recibido tres premios en los últimos años.
Ambos medios pertenecen al Registro de Medios Vecinales de la Ciudad de Buenos Aires desde hace más de 10 años.
Su Fan Page de Facebook, que tiene más de 7000 seguidores es https://www.facebook.com/devotomagazine/
Devoto cuenta con una Frecuencia barrial 90.1 hace más de 30 años. 
Entre Su Programación se destacan Las Vivencias del Pibe La Isla de los Monos, Devotos del Cine, El Show del Medio y De Arco a Arco.
El portal de Villa Devoto es el único medio digital dedicado exclusivamente al vecino del barrio de Villa Devoto. Proporciona en tiempo real las últimas noticias del barrio, notas culturales, actividades, eventos y la guía comercial más completa. Actualmente recibe un promedio de 25 000 visitas mensuales, convirtiéndose así en el medio barrial más consultado. Además, tiene presencia en tres redes sociales: Facebook (+12.000 fanes) Twitter (+900) Instagram (+950). Visitá www.envilladevoto.com, Toda la información de Villa Devoto en un solo lugar.

### Grupos Scout
- Grupo Scout Nro 253 Inmaculada Concepción (José Cubas 3599) (https://goo.gl/maps/NuTD81Hwns32)
- Grupo Scout Nro 254 San Antonio De Padua (Av. Lincoln 3701) (https://goo.gl/maps/4gciiV3aEo62)
- Grupo Scout Nro 330 Soledad De María (Av. Mosconi 4119) (https://goo.gl/maps/pxKMd3LMseK2)
- Grupo Scout Nro 738 Torre Fuerte (Nogoya 4050) (https://goo.gl/maps/PQWwUrAG8aN2)
- Grupo Scout Nro 193 San Rafael Arcángel (J. Pedro Varela 5272) (https://goo.gl/maps/EA8X2tnShjn)

Anteriormente, funcionó en el barrio el Grupo Scout Arenales, que fue el primer Grupo Scout que existió en la zona. El nombre original era Compañía de Boy Scouts General Arenales, bajo la dirección de Gabriel Morel reemplazado para completar el mandato por Alejandro Rochaix ( presidente de la Asociación Vecinal). 
Buscando lugares más grandes se mudaron a Chivilcoy y Pedro Moran, en 1920 a la calle Fernández Enciso 4451, hasta que posteriormente en 1928 al predio ubicado en la calle Nueva York casi esquina Llavallol, en el cual se construyó una casilla de madera amplia estilo inglés, que había sido una de las primeras viviendas de la zona, en el resto del terreno se armó un campo deportivo, en el que se realizaba la actividad scout y se practicaba atletismo. Ante el crecimiento de nuestro barrio y dado que en dicho lugar se iba a instalar y construir un colegio (Cardenal Copello) se trasladaron a un nuevo predio.- A partir del año 1937 la Agrupación Scout General Arenales, luego de celebrarse con la Gerencia del Ferrocarril de Buenos Aires al Pacífico, un contrato de locación, “Por el espacio de terreno, ubicado en la zona de Villa Devoto, en ésta Capital, el que tiene forma de triángulo en las calles Capital, actual Chivilcoy y Río de Janeiro, actual Navarro de contra frente a las vías del Ferrocarril de Buenos Aires al Pacífico (actual Línea San Martín)”. 
En el año 1982, Ferrocarriles Argentinos, por la reestructuración de la empresa, inicio con fecha 27 de julio de 1982 en la Justicia Federal, Juicio de Desalojo a la Compañía General Arenales de Boys Scouts Argentinos de Villa Devoto” que continuaba siendo locataria del predio, de las dos fracciones que continuaba ocupando. La dirigencia del grupo pudo dilatar en el tiempo y años, la demanda judicial.- Las gestiones realizadas, lograban postergar la continuidad judicial, y en otros momentos paralizar la tramitación. En otra oportunidad, se vislumbro la posibilidad de su compra pero finalmente no se concreto. En el ínterin, el juicio continuó su tramitación, con todas las etapas de contestación y demanda, de prueba e informes a los organismos oficiales como constan en el expediente Judicial. La agrupación, realizó a su costo un estudio del título de propiedad, para verificar la titularidad invocada.-
En mes de mayo de 1986, se dictó sentencia, que hizo lugar a la demanda entablada por Ferrocarriles Argentinos, contra la Compañía General Arenales de Boys Scouts Argentinos de Villa Devoto –hoy Agrupación Gral. Arenales- por desalojo. - Con costas. - El fallo fue confirmado por la Sala I de la Cámara de Apelaciones en lo Civil y Comercial Federal, con fecha 23 de septiembre de 1986. A partir de ese momento, se terminó el ciclo de la Agrupación Gral. Arenales, y se donó a otros grupos, el valioso material que se contaba.

### Otros
- Hospital Dr. Abel Zubizarreta en frente de la Plaza Arenales sobre la calle Nueva York